# Hôtel Lambert

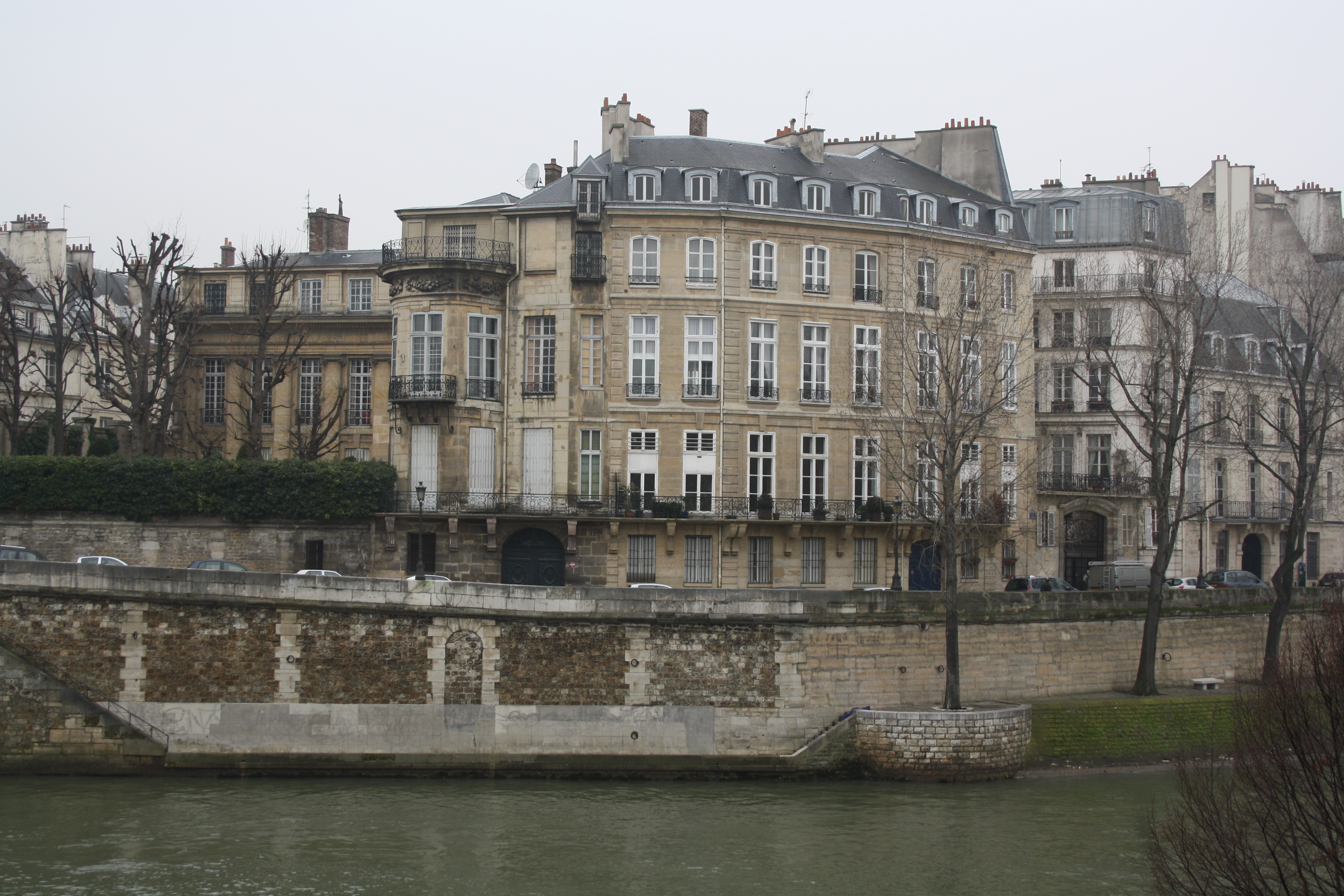
Hôtel Lambert

Hôtel Lambert (česky Lambertův palác) je městský palác v Paříži. V 19. století se v paláci scházela politická frakce polské emigrace, která získala název podle tohoto paláce. Budova je od roku 1862 chráněná jako historická památka.

## Poloha
Palác se nachází ve 4. obvodu na východním cípu ostrova sv. Ludvíka mezi Quai d'Anjou a Rue Saint-Louis-en-l'Île, kde má vstup v č. 2.

## Historie
Palác postavil v letech 1640-1644 francouzský architekt Louis Le Vau pro Jeana Baptistu Lamberta. Po jeho smrti se majitelem paláce stal jeho bratr Nicolas Lambert de Thorigny, prezident královské účetní komory (Chambre des Comptes).
V roce 1729 jeho potomci prodali palác finančníkovi Claudovi Dupinovi (1686–1769) a o deset let později jej koupil markýz du Châtelet. Dalšími majiteli se postupně stali Salomon, Benjamin a Étienne de La Haye. V roce 1781 ho koupil Achille-René Davène. Za velké francouzské revoluce mu byl roku 1794 zkonfiskován. V roce 1802 prodán. V roce 1813 ho koupil Jean-Pierre Bachasson, ministr vnitra Napoleona I.
V roce 1842 palác koupila polská šlechtická rodina Czartoryski jako své pařížské sídlo. Noví majitelé vytvořili z paláce v následujících desetiletích politické centrum polské emigrace. Po neúspěšném listopadovém povstání v letech 1830/1831 proti dělení Polska se většina jeho vůdců uchýlila do exilu a Paříž se stala hlavním centrem. Hlavou polské emigrace byl kníže Adam Jerzy Czartoryski a jeho mladší bratr Konstanty Adam Czartoryski, který byl vojenským vůdcem povstání.

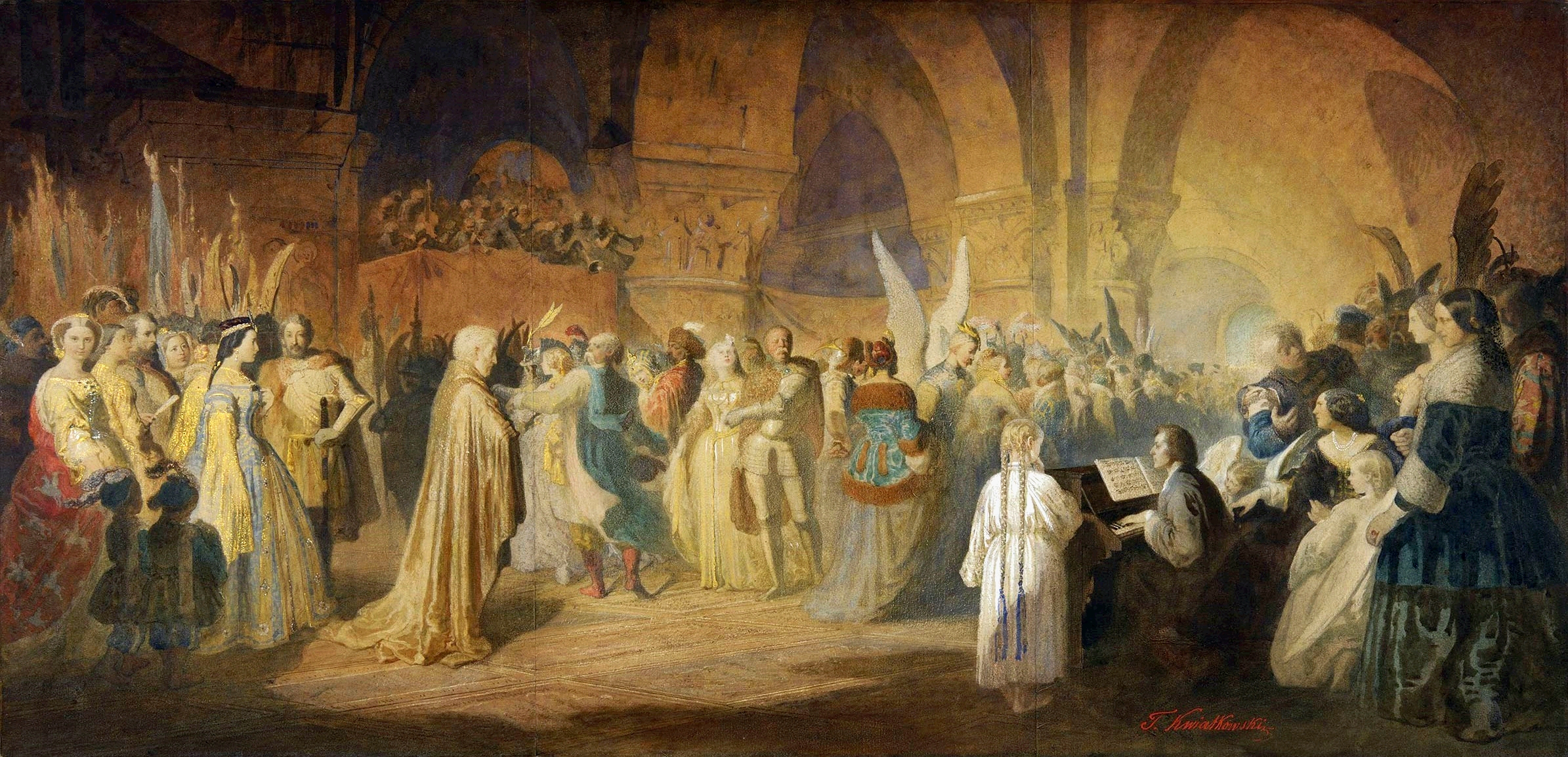
Teofil Kwiatkowski:Chopinova polonéza – ples v Hôtel Lambert v Paříži

Hôtel Lambert představoval nejen politické, ale i kulturní centrum polského exilu v 19. století. V Paříži byly založeny dvě školy pro polské chlapce a pro polské dívky, kteří se připravovali na univerzitní studium ve Francii. Rovněž byla založena Polská knihovna, která dodnes sídlí na Quai d'Orléans č. 6. Vedle významných polských emigrantů jako byli Frédéric Chopin, Zygmunt Krasiński, Michał Czajkowski nebo Adam Mickiewicz patřili k pravidelným hostům také umělci Alphonse de Lamartine, George Sandová, Honoré de Balzac, Hector Berlioz, Ferenc Liszt a Eugène Delacroix. Pro každoroční ples komponoval Chopin množství svých polonéz.
Po druhé světové válce zde bydleli mj. chilský miliardář Arthuro Lopez-Willshaw nebo herečka Michèle Morganová. V roce 1975 kníže Czartoryski palác prodal Guy de Rotschildovi a po jeho smrti v roce 2007 jej koupil katarský emír Hamád Ibn Chalífa Al-Sání. Emír chtěl palác modernizovat (výtahy, klimatizace, podzemní garáže). Proti zamýšleným změnám se postavilo mnoho osobností a byly podány tři žaloby o pozastavení stavebního povolení. Teprve v roce 2010 Ministerstvo kultury oznámilo podepsání vzájemné dohody mezi majitelem a asociací Paris historique.

## Architektura
Budova obklopující dvůr má přízemí, kde se nacházejí consacré aux communs a dvě obytná patra. První patro slouží ke společenským událostem, ve druhém jsou pokoje. Herkulova galerie má strop, který namaloval kolem roku 1650 Charles Le Brun. Basreliéfy vytvořil Gérard Van Opstal.

## Hôtel Le Vau
Sousední budova č. 3 na Quai d'Anjou je palác ze 17. století, který si architekt Le Vau postavil pro sebe, protože se oženil s dcerou notáře, kterému patřil pozemek sousedící s palácem Lambert. Jeho fasáda navazuje na sousedící palác. V paláci žil v letech 1642-1650, tedy v době, kdy pracoval na paláci Lambert. V roce 1670 se jeho dům stal majetkem rodiny La Haye, která později vlastnila i palác Lambert a tak došlo ke spojení obou budov.